# Sofie Eriksson
Anna Maria Sofie Eriksson (ur. 13 grudnia 1992 w Gävle) – szwedzka polityk, deputowana do Riksdagu, posłanka do Parlamentu Europejskiego X kadencji.

## Życiorys
Zaangażowała się w działalność polityczną w ramach Szwedzkiej Socjaldemokratycznej Partii Robotniczej (SAP). Była przewodniczącą jej młodzieżówki SSU w regionie administracyjnym Dalarna, a w 2017 weszła w skład zarządu federalnego tej organizacji. Została zatrudniona jako sekretarz do spraw politycznych w okręgowym oddziale swojej partii. Zasiadła też w radzie gminy Falun. Autorka felietonów w gazecie „Dala-Demokraten”. Została członkinią zarządu socjaldemokratycznego stowarzyszenia Reformisterna.
W styczniu 2022 zasiadła w Riksdagu jako zastępczyni poselska. W wyborach w tym samym roku po raz pierwszy została bezpośrednio wybrana do szwedzkiego parlamentu. W 2024 uzyskała mandat deputowanej do Parlamentu Europejskiego X kadencji.